# Karen Brucene Smith
Karen Brucene Smith (Port Lavaca, 21 giugno 1952) è una modella statunitense incoronata Miss International 1974.
Nel 1971, Karen Smith aveva rappresentato il proprio Paese al concorso Miss Mondo che si è tenuto a Londra ed alla fine si era classificata al sesto posto. Tre anni dopo, la Smith fu invitata a Tokyo per partecipare a Miss International, dove fu la prima rappresentante degli Stati Uniti d'America ad ottenere il titolo.